# Lijst van rijksmonumenten in Alphen aan den Rijn (plaats)
De plaats Alphen aan den Rijn telt 51 inschrijvingen in het rijksmonumentenregister. Hieronder een overzicht.
| Object | Oorspronkelijke functie?  | Bouwjaar                                      | Architect                              | Locatie                       | Coördinaten?                 | Nr.?   | Afbeelding |
| --- | ------------------------- | --------------------------------------------- | -------------------------------------- | ----------------------------- | ---------------------------- | ------ | --- |
| Grafkapel voor de familie De Smeth van Alphen. De kapel heeft een koepeldak met daarop een twaalfvormige ster en een gedraaide hoorn. Een gestukadoord koepelgewelf, een kroonlijst met trigliefenfries van de Dorische bouworde. Het heeft zes pilasters en twee ramen. Aan de oostzijde is een blinde muur. In 1973 is de kapel gerestaureerd. | Kapel                     | 1773                                          |                                        | Julianastraat bij 69          | 52° 7' 43" NB, 4° 39' 41" OL | 7494   | Meer afbeeldingen |
| Hoeve "Landlust". De hoeve bestaat uit een woon- en bedrijfsgedeelte, met een hoog rieten wolfsdak. De voorgevel heeft vlechtingen en het linker woongedeelte is onderkelderd. Het zomerhuis heeft een zadeldak. | Boerderij                 | 18e eeuw                                      |                                        | Gnephoek 44                   | 52° 8' 23" NB, 4° 37' 44" OL | 7495   | Meer afbeeldingen |
| Koetshuis van "Klein Raadwijk". Gepleisterd gebouw met verdieping en pannen schilddak. Twee stallen met puntgevels en zadeldaken, 18e eeuw | Transport                 | begin 19e eeuw (koetshuis) 18e eeuw (stallen) |                                        | Hoorn 101                     | 52° 8' 19" NB, 4° 38' 4" OL  | 7496   | Meer afbeeldingen |
| Herenhuis "Klein Raadwijk". Klein landhuis in empire stijl, met gecementeerde muren en een pannen schilddak. De voorgevel heeft een middenrisaliet, omlijst met pilasters en gedekt door een houten fronton. In het middenrisaliet bevinden zich vleugeldeuren met een versiering van pilasters, palmetkapitelen en hoofdgestel. De vensters bestaan uit achtruitsschuiframen en hoofdgestellen. Het herenhuis werd in 1840 voor de dan al bestaande boerderij gebouwd. | Woonhuis                  | vroeg-19e eeuw                                |                                        | Hoorn 105                     | 52° 8' 19" NB, 4° 38' 3" OL  | 7497   | Meer afbeeldingen |
| Boerderij onder rieten wolfdak. Rechts een opkamer | Boerderij                 | 18e eeuw                                      |                                        | Hoorn 418                     | 52° 8' 4" NB, 4° 37' 28" OL  | 7498   | Meer afbeeldingen |
| Boerderij onder rieten wolfdak. Rechts onderkelderd. Keldervensters met halfrond gesloten omlijsting en diefijzers. In de voorgevel vlechtingen en vensters met negenruitsschuiframen. Bakstenen schuur met zadeldak en puntgevel | Boerderij                 | 18e eeuw                                      |                                        | Hoorn 420                     | 52° 8' 3" NB, 4° 37' 28" OL  | 7499   | Meer afbeeldingen |
| Hoeve "De Bonte Paal". Boerderij met dwarsgebouwd woonhuis, rieten schilddak en zesruitsschuiframen. Rechts is de hoeve onderkelderd. Bij de wijkindeling van 1823, heette de wijk De Bonte Paal. | Boerderij                 | 18e eeuw                                      |                                        | Hoorn 428                     | 52° 7' 59" NB, 4° 37' 23" OL | 7500   | Meer afbeeldingen |
| Ringburg, boerderij met dwars woonhuis. Het woonhuis heeft een souterrain, een bel-etage, een pannen zadeldak en puntgevels met vlechtingen. Het souterrain heeft kelderramen met middenstijlen en luiken met oude gehengen. De bel-etage heeft vensters met negenruitsschuiframen. Een van de eigenaren was Johanna Dorothea Ring. | Boerderij                 | 18e eeuw                                      |                                        | Kortsteekterweg 30            | 52° 6' 54" NB, 4° 42' 15" OL | 7501   | Meer afbeeldingen |
| Boerderij "Middel-stee" met puntgevel en links uitgebouwde, onderkelderde opkamer. Rieten wolfdak. Vensters met 9-, 12- en 16-ruitsschuifvensters. De kelder heeft koepelvormioge welfbogen en dikke muren. Op een van de dakbalken staat "1565, 21 maart, Sterk IJs". De naam Middel-stee is te danken aan de centrale ligging tussen de omringende steden en dorpen. Tussen 1990 en 2002, is de hoeve volledig gerestaureerd.                                         | Boerderij                 | 16e eeuw                                      |                                        | Kortsteekterweg 44            | 52° 7' 4" NB, 4° 41' 34" OL  | 7502   | Meer afbeeldingen |
| Boerderij "Overbeek" | Boerderij                 | 1620                                          |                                        | Landlustweg 12                | 52° 8' 30" NB, 4° 37' 23" OL | 7503   | Meer afbeeldingen |
| Pand met zolderverdieping en hoog, door pannen gedekt zadeldak, dat aan de achterzijde aansluit tegen een puntgevel met vlechtingen en aan de voorzijde is afgewolfd boven een voorgevel met inzwenkende zijkanten | Woonhuis                  | 17e of 18e eeuw                               |                                        | 's Molenaarsweg 7             | 52° 8' 32" NB, 4° 38' 46" OL | 7506   | Meer afbeeldingen |
| Herenhuis met verdieping en hoog, pannen schilddak, waarop hoekschoorstenen. Dakkapel. Houten middenpartij, waarin deuromlijsting met gecanneleerde pilasters en hoofdgestel en palmetkapitelen. Bovenvensters met zijstukken en hoofdgestel. Vensters met zesruitsschuiframen | Woonhuis                  | midden 18e eeuw                               |                                        | Rijnkade 5                    | 52° 7' 45" NB, 4° 39' 47" OL | 7507   | Herenhuis met verdieping en hoog, pannen schilddak, waarop hoekschoorstenen. Dakkapel. Houten middenpartij, waarin deuromlijsting met gecanneleerde pilasters en hoofdgestel en palmetkapitelen. Bovenvensters met zijstukken en hoofdgestel. Vensters met zesruitsschuiframen             |
| Pand, waarvan de gevel ingezwenkte zijkanten en een kroonlijst heeft. Deur met gecanneleerde pilasters en hoofdgestel. Natuurstenen hoekvoluten. | Woonhuis                  | laatste kwart 18e eeuw                        |                                        | Rijnkade 6                    | 52° 7' 45" NB, 4° 39' 47" OL | 7508   | Meer afbeeldingen |
| Deftig herenhuis met blokvormig voorgedeelte, bestaande uit twee verdiepingen, waarop een schilddak met twee dakkapellen, bekroond door frontons | Woonhuis                  | laatste kwart 18e eeuw                        |                                        | Rijnkade 11                   | 52° 7' 46" NB, 4° 39' 47" OL | 7509   | Meer afbeeldingen |
| Gepleisterde boerderij onder rieten wolfsdak. Het woongedeelte heeft rechts een opkamer waarin een venster met half-kruiskozijn. Links een venster met middendorpel. De keldervensters hebben een getoogde omlijsting. Het gepleisterde zomerhuis heeft een pannen zadeldak en puntgevels. | Boerderij                 | 17e of 18e eeuw                               |                                        | Steekterweg 49                | 52° 6' 55" NB, 4° 41' 34" OL | 7510   | Gepleisterde boerderij onder rieten wolfsdak. Het woongedeelte heeft rechts een opkamer waarin een venster met half-kruiskozijn. Links een venster met middendorpel. De keldervensters hebben een getoogde omlijsting. Het gepleisterde zomerhuis heeft een pannen zadeldak en puntgevels. |
| Herenhuis "Vaartzicht". Herenhuis met een verdieping, oplopend schilddak, houten kroonlijst en deuromlijsting met eenvoudige pilasters en hoofdgestel. Vensters met zes- en vierruitrschuiframen en een voorgevel met hardstenen plint. | Woonhuis                  | 1840                                          |                                        | Wilhelminalaan 2              | 52° 7' 50" NB, 4° 39' 44" OL | 7511   | Meer afbeeldingen |
| Herenhuis "Overpost". Herenhuis met een verdieping en houten kroonlijst. Deuromlijsting met gecanneleerde pilasters met Jonische kapitelen. Vensters met zes- en vierruitsschuiframen. Het oplopende pannenschilddak is in 1987 toegevoegd. | Woonhuis                  | tweede kwart 19e eeuw                         |                                        | Wilhelminalaan 12             | 52° 7' 52" NB, 4° 39' 44" OL | 7512   | Meer afbeeldingen |
| Boerderij met woongedeelte onder rieten wolfdak. Rechts een onderkelderde opkamer. Hoger stalgedeelte, vernieuwd 19e eeuw | Boerderij                 | 18e eeuw                                      |                                        | Landlustweg 9                 | 52° 8' 28" NB, 4° 37' 25" OL | 7526   | Meer afbeeldingen |
| De Eendracht. De korenmolen heeft een achtkantige stenen onderbouw en is gedekt met leien. Rond 1970 is de molen gerestaureerd. | Industrie- en poldermolen | 1752                                          |                                        | Gouwsluisseweg 46             | 52° 7' 11" NB, 4° 40' 13" OL | 7528   | Meer afbeeldingen |
| Aarlanderveen Molen No.3 | Industrie- en poldermolen | 1823                                          |                                        | Kortsteekterweg 24            | 52° 6' 59" NB, 4° 42' 41" OL | 7529   | Meer afbeeldingen |
| Steektermolen | Industrie- en poldermolen | 1597                                          |                                        | Steekterweg 31                | 52° 6' 36" NB, 4° 41' 52" OL | 7530   | Meer afbeeldingen |
| De Dikke Molen | Industrie- en poldermolen | 1674                                          |                                        | Kortsteekterweg 2             | 52° 6' 38" NB, 4° 43' 25" OL | 7534   | Meer afbeeldingen |
| Oudshoornse kerk | Kerk en kerkonderdeel     | 1663-1665                                     | Daniël Stalpaert                       | Oudshoornseweg 90             | 52° 8' 32" NB, 4° 39' 33" OL | 7536   | Meer afbeeldingen |
| Vrouwgeestmolen | Industrie- en poldermolen | 1797                                          |                                        | Heimansbuurt 1                | 52° 9' 16" NB, 4° 38' 35" OL | 7537   | Meer afbeeldingen |
| Orgel in de gereformeerde kerk met hoofdwerk en bovenwerk | Vanwege onderdelen kerk   | laatste kwart 18e eeuw                        |                                        | Raadhuisstraat 84             | 52° 7' 32" NB, 4° 39' 49" OL | 515522 | Orgel in de gereformeerde kerk met hoofdwerk en bovenwerk |
| Sint-Bonifaciuskerk | Kerk en kerkonderdeel     | 1886                                          | E.J. Margry                            | Paradijslaan 7                | 52° 7' 39" NB, 4° 39' 37" OL | 516114 | Meer afbeeldingen |
| St. Bonifatiuskerk: pastorie | Kerkelijke dienstwoning   | 1885-1886                                     | E.J. Margry                            | Paradijslaan 6                | 52° 7' 39" NB, 4° 39' 36" OL | 516115 | Meer afbeeldingen |
| Verenigingsgebouw "St. Jozef" met interieur | Vergadering en vereniging | 1903                                          |                                        | Paradijslaan 3                | 52° 7' 39" NB, 4° 39' 36" OL | 516116 | Meer afbeeldingen |
| Bidkapelletje op begraafplaats | Kapel                     | 1891                                          |                                        | Paradijslaan bij 7            | 52° 7' 39" NB, 4° 39' 37" OL | 516117 | Meer afbeeldingen |
| Kaaspakhuis van twee bouwlagen en een zolderverdieping onder een gebroken zadeldak met gesmoorde kruispannen | Opslag                    | 1902                                          |                                        | Prins Hendrikstraat 122       | 52° 7' 29" NB, 4° 39' 45" OL | 516123 | Meer afbeeldingen |
| Woonhuis vanuit een nagenoeg rechthoekige plattegrond opgetrokken in bruine baksteen en bestaande uit twee bouwlagen onder een hoog schilddak (hoofdvolume) en een kleiner schilddak met flauw hellende dakschilden, gedekt met gesmoorde kruispannen | Woonhuis                  | 1902 (jaartal)                                |                                        | Prins Hendrikstraat 120       | 52° 7' 29" NB, 4° 39' 44" OL | 516124 | Meer afbeeldingen |
| Villa Nuova: hoofdgebouw | Woonhuis                  | 1868                                          |                                        | Oudshoornseweg 174            | 52° 8' 40" NB, 4° 38' 58" OL | 516126 | Villa Nuova: hoofdgebouw |
| Villa Nuova: koetshuis | Opslag                    | 1870-1880                                     |                                        | Oudshoornseweg 172            | 52° 8' 35" NB, 4° 39' 1" OL  | 516127 | Meer afbeeldingen |
| Complex van de Martastichting: kindertehuis of Centrale Gebouw | Sociale zorg, liefdadigh. | 1910-1911                                     |                                        | Cornelis Geellaan 43          | 52° 7' 28" NB, 4° 39' 58" OL | 516129 | Complex van de Martastichting: kindertehuis of Centrale Gebouw |
| Complex van de Martastichting: park met bruggetje | Tuin, park en plantsoen   | 20e eeuw (bruggetje)                          |                                        | Cornelis Geellaan bij 43      | 52° 7' 29" NB, 4° 39' 54" OL | 516130 | Meer afbeeldingen |
| Complex van de Martastichting: zitbank aan de lobvormige vijver in het park | Straatmeubilair           | 1935                                          |                                        | Cornelis Geellaan bij 43      | 52° 7' 29" NB, 4° 39' 54" OL | 516131 | Complex van de Martastichting: zitbank aan de lobvormige vijver in het park |
| Complex de Marthastichting: villa in de Nieuw-Historiserende bouwstijl | Woonhuis                  | 1924                                          | Marie Adrianus en Johan van Nieukerken | Raadhuisstraat 64             | 52° 7' 29" NB, 4° 39' 51" OL | 516132 | Complex de Marthastichting: villa in de Nieuw-Historiserende bouwstijl |
| Complex de Marthastichting: koetshuis | Opslag                    |                                               |                                        | Raadhuisstraat 62             | 52° 7' 30" NB, 4° 39' 51" OL | 516133 | Complex de Marthastichting: koetshuis |
| Complex de Marthastichting: tuinmanswoning | Woonhuis                  | ca. 1900                                      |                                        | Cornelis Geellaan 45          | 52° 7' 31" NB, 4° 39' 59" OL | 516134 | Complex de Marthastichting: tuinmanswoning |
| Complex de Marthastichting: boomgaard | Boerderij                 | 1900                                          |                                        | Cornelis Geellaan bij 45      | 52° 7' 26" NB, 4° 40' 2" OL  | 516135 | Complex de Marthastichting: boomgaard |
| Complex de Marthastichting: Emmahuis (kindertehuis) | Sociale zorg, liefdadigh. | 1897                                          |                                        | W M Offringalaan 2            | 52° 7' 30" NB, 4° 39' 53" OL | 516136 | Complex de Marthastichting: Emmahuis (kindertehuis) |
| Complex de Marthastichting: Koningin Wilhelminaschool met kapel | Onderwijs en wetenschap   | 1913-1914                                     |                                        | Cornelis Geellaan 2           | 52° 7' 26" NB, 4° 40' 2" OL  | 516137 | Complex de Marthastichting: Koningin Wilhelminaschool met kapel |
| Complex de Marthastichting: schoolmeesterwoning | Dienstwoning              | 1912-1914                                     |                                        | Cornelis Geellaan 12          | 52° 7' 27" NB, 4° 40' 2" OL  | 516138 | Complex de Marthastichting: schoolmeesterwoning |
| Synagoge | Kerk en kerkonderdeel     | 1800-1850                                     | J. Hengeveld jr (verbouwing)           | Samuel Aardewerksteeg 11      | 52° 7' 45" NB, 4° 39' 50" OL | 516139 | Meer afbeeldingen |
| Gouwesluisbrug | Brug                      | 1937-1938                                     |                                        | Goudse Schouw (over de Gouwe) | 52° 7' 3" NB, 4° 40' 26" OL  | 516141 | Meer afbeeldingen |
| Winkelwoonhuis | Werk-woonhuis             | ca. 1850                                      |                                        | Julianastraat 38              | 52° 7' 41" NB, 4° 39' 42" OL | 516142 | Winkelwoonhuis |
| Raadhuis van Alphen aan den Rijn | Bestuursgebouw en onderdl | 1938-1939                                     | C.J. Blaauw                            | Burgemeester Visserpark 28    | 52° 7' 53" NB, 4° 39' 29" OL | 516143 | Meer afbeeldingen |
| Villa Vrederust | Woonhuis                  | ca. 1870                                      |                                        | Nuovaweg 1                    | 52° 8' 34" NB, 4° 38' 54" OL | 516144 | Meer afbeeldingen |
| Woonhuis met studio | Woonhuis                  | ca. 1895-1900                                 |                                        | Oudshoornseweg 7              | 52° 8' 24" NB, 4° 39' 47" OL | 516145 | Woonhuis met studio |
| 't Westland, samengesteld fabriekshuizen | Industrie                 | 1898                                          |                                        | Julianastraat 2a              | 52° 7' 38" NB, 4° 39' 43" OL | 516146 | 't Westland, samengesteld fabriekshuizen |
| Complex de Marthastichting: toegangshek | Erfscheiding              | begin 20e eeuw                                |                                        | Cornelis Geellaan bij 43      | 52° 7' 29" NB, 4° 39' 54" OL | 521437 | Complex de Marthastichting: toegangshek |